# Kia EV5
La Kia EV5 è un'autovettura elettrica prodotta dalla casa automobilistica sudcoreana Kia Motors a partire dal 2023.

## Descrizione

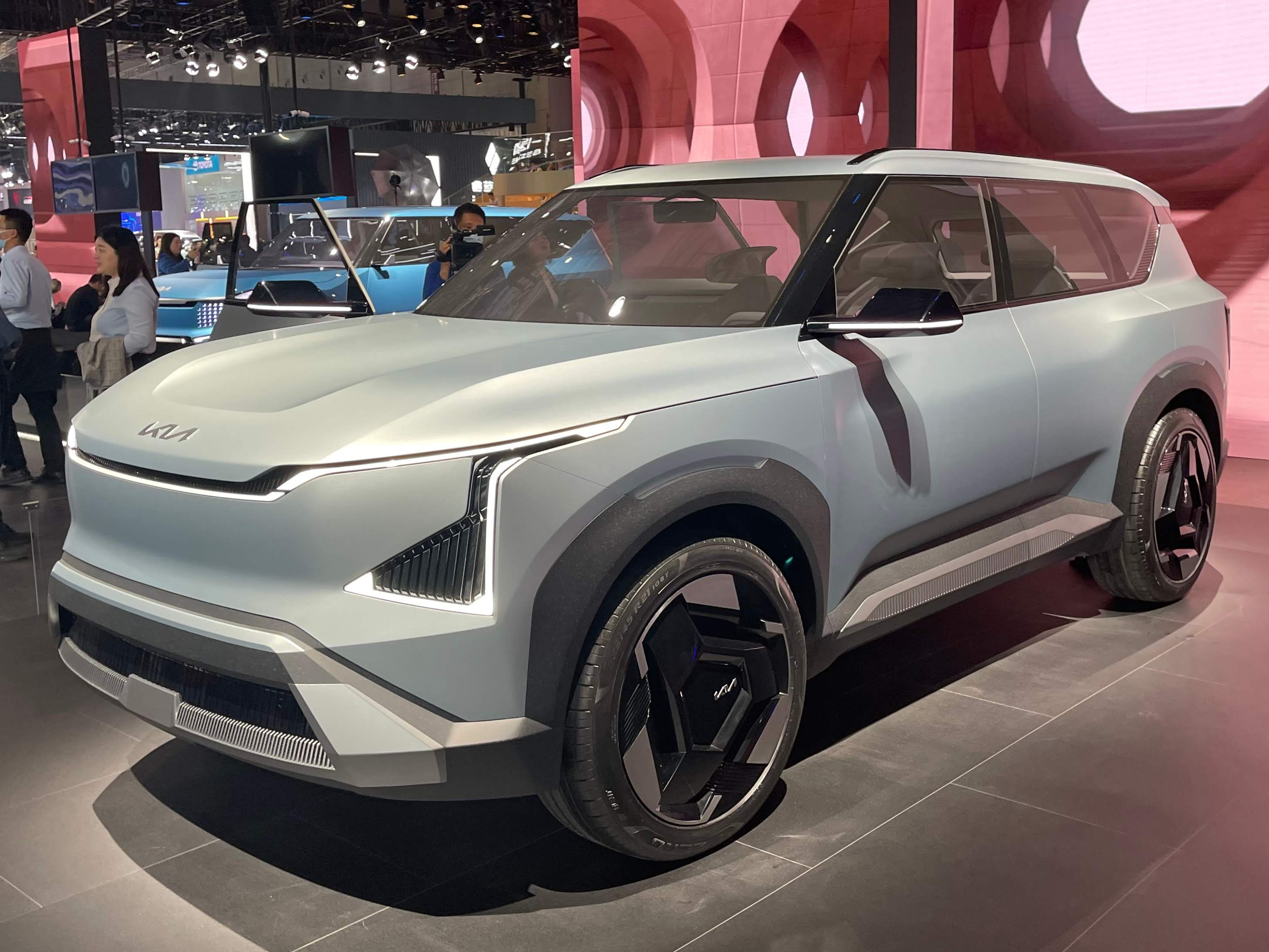
EV5 Concept

Terzo modello Kia sviluppato sulla piattaforma E-GMP, la stessa della Ioniq 5, la EV5 è la terza vettura del costruttore sudcoreano concepita fin dalla progettazione con motorizzazione completamente elettrica.
La vettura è stata presentata per la prima volta sotto forma di concept car con il nome di Kia EV5 Concept in Cina il 20 marzo 2023, in occasione dell'evento stampa EV Day. Per la realizzazione della concept car, sono stati utilizzati per gli interni materiali sostenibili o riciclabili di origine vegetale come estratti di alghe e bottiglie di plastica riciclata, utilizzate per realizzare i rivestimenti dei sedili, del tetto, delle portiere e del cruscotto.
La versione definitiva per la produzione in serie dell'EV5 ha esordito nell'agosto 2023 al Motor Show di Chengdu.
L'EV5 è alimentato da una batteria al litio ferro fosfato (LFP) prodotta dalla BYD da 74 kWh ed è spinta da un motore elettrico dalla potenza di 160 kW (218 CV) con coppia massima di 310 Nm. Le vetture d'esportazione, invece sono dotate di una batteria al ossido di litio nichel manganese cobalto (NMC) con una capacità di 82 kWh.